# Liste der Kulturdenkmale in Berlin-Heinersdorf

Lage von Heinersdorf in Berlin

In der Liste der Kulturdenkmale von Heinersdorf sind die Kulturdenkmale des Berliner Ortsteils Heinersdorf im Bezirk Pankow aufgeführt.

## Denkmalbereiche (Ensembles)
| Nr.      | Lage                                           | Offizielle Bezeichnung | Bestandteile / Beschreibung                                                  | Bild                                |
| -------- | ---------------------------------------------- | --- | ---------------------------------------------------------------------------- | ----------------------------------- |
| 09040360 | Romain-Rolland-Straße 43, 49, 50/62, 66 (Lage) | Dorfkern Heinersdorf Gesamtanlage siehe: Romain-Rolland-Straße 54/56 Baudenkmale siehe: Romain-Rolland-Straße 43, 49, 52 Gartendenkmale siehe: Romain-Rolland-Straße 54, 56 | Weitere Bestandteile des Ensembles:                                          | Weitere Bestandteile des Ensembles: |
| 09040360 | Romain-Rolland-Straße 43, 49, 50/62, 66 (Lage) | Dorfkern Heinersdorf Gesamtanlage siehe: Romain-Rolland-Straße 54/56 Baudenkmale siehe: Romain-Rolland-Straße 43, 49, 52 Gartendenkmale siehe: Romain-Rolland-Straße 54, 56 | 09040363 – Romain-Rolland-Straße 50, Wohnhaus und Einfriedung, 1890–1900     |                                     |
| 09040360 | Romain-Rolland-Straße 43, 49, 50/62, 66 (Lage) | Dorfkern Heinersdorf Gesamtanlage siehe: Romain-Rolland-Straße 54/56 Baudenkmale siehe: Romain-Rolland-Straße 43, 49, 52 Gartendenkmale siehe: Romain-Rolland-Straße 54, 56 | Scheune und Stall                                                            |                                     |
| 09040360 | Romain-Rolland-Straße 43, 49, 50/62, 66 (Lage) | Dorfkern Heinersdorf Gesamtanlage siehe: Romain-Rolland-Straße 54/56 Baudenkmale siehe: Romain-Rolland-Straße 43, 49, 52 Gartendenkmale siehe: Romain-Rolland-Straße 54, 56 | 09040366 – Romain-Rolland-Straße 58, Wohnhaus, um 1885                       |                                     |
| 09040360 | Romain-Rolland-Straße 43, 49, 50/62, 66 (Lage) | Dorfkern Heinersdorf Gesamtanlage siehe: Romain-Rolland-Straße 54/56 Baudenkmale siehe: Romain-Rolland-Straße 43, 49, 52 Gartendenkmale siehe: Romain-Rolland-Straße 54, 56 | 09040367 – Romain-Rolland-Straße 62, Wohnhaus mit Läden, um 1895, verändert  |                                     |
| 09040360 | Romain-Rolland-Straße 43, 49, 50/62, 66 (Lage) | Dorfkern Heinersdorf Gesamtanlage siehe: Romain-Rolland-Straße 54/56 Baudenkmale siehe: Romain-Rolland-Straße 43, 49, 52 Gartendenkmale siehe: Romain-Rolland-Straße 54, 56 | 09040368 – Romain-Rolland-Straße 66, Dorfkrug, um 1900                       |                                     |
| 09040360 | Romain-Rolland-Straße 43, 49, 50/62, 66 (Lage) | Dorfkern Heinersdorf Gesamtanlage siehe: Romain-Rolland-Straße 54/56 Baudenkmale siehe: Romain-Rolland-Straße 43, 49, 52 Gartendenkmale siehe: Romain-Rolland-Straße 54, 56 | Nicht konstituierender Bestandteil des Ensembles: Romain-Rolland-Straße 60   |                                     |
| 09040354 | Tino-Schwierzina-Straße 66, 77 (Lage)          | Wasserturm und Gemeindeschule Baudenkmal siehe: Tino-Schwierzina-Straße 77                                                                                                  | Weiterer Bestandteil des Ensembles:                                          | Weiterer Bestandteil des Ensembles: |
| 09040354 | Tino-Schwierzina-Straße 66, 77 (Lage)          | Wasserturm und Gemeindeschule Baudenkmal siehe: Tino-Schwierzina-Straße 77                                                                                                  | 09040355 – Tino-Schwierzina-Straße 66, Schule, 1934–1935 von Richard Ermisch |                                     |
| 09040354 | Tino-Schwierzina-Straße 66, 77 (Lage)          | Wasserturm und Gemeindeschule Baudenkmal siehe: Tino-Schwierzina-Straße 77                                                                                                  | Turnhalle                                                                    |                                     |

## Denkmalbereiche (Gesamtanlagen)
| Nr.      | Lage                                              | Offizielle Bezeichnung                                                                              | Beschreibung | Bild |
| -------- | ------------------------------------------------- | --------------------------------------------------------------------------------------------------- | --- | ---- |
| 09040365 | Romain-Rolland-Straße 54/56 (Lage)                | Dorfkirche Heinersdorf mit Einfriedung und Kirchhof Bestandteil des Ensembles: Dorfkern Heinersdorf | Kirche, um 1300, Einwölbung und Vorhalle Ende 15. Jh., Westturm, 1893 erneuert                                                       |      |
| 09040365 | Romain-Rolland-Straße 54/56 (Lage)                | Dorfkirche Heinersdorf mit Einfriedung und Kirchhof Bestandteil des Ensembles: Dorfkern Heinersdorf | Anbau, 1934–1935 |      |
| 09040365 | Romain-Rolland-Straße 54/56 (Lage)                | Dorfkirche Heinersdorf mit Einfriedung und Kirchhof Bestandteil des Ensembles: Dorfkern Heinersdorf | Stall |      |
| 09040365 | Romain-Rolland-Straße 54/56 (Lage)                | Dorfkirche Heinersdorf mit Einfriedung und Kirchhof Bestandteil des Ensembles: Dorfkern Heinersdorf | Pfarrhaus mit Verbindungsgang und Einfriedung, 1909 von Carl James Bühring (siehe auch Gartendenkmal Garten und Hof des Pfarrhauses) |      |
| 09040365 | Romain-Rolland-Straße 54/56 (Lage)                | Dorfkirche Heinersdorf mit Einfriedung und Kirchhof Bestandteil des Ensembles: Dorfkern Heinersdorf | Geräteschuppen |      |
| 09040365 | Romain-Rolland-Straße 54/56 (Lage)                | Dorfkirche Heinersdorf mit Einfriedung und Kirchhof Bestandteil des Ensembles: Dorfkern Heinersdorf | Einfriedung (siehe auch Gartendenkmal Kirchhof)                                                                                      |      |
| 09040369 | Romain-Rolland-Straße 144–148 (Lage)              | Städtischer Friedhof Heinersdorf                                                                    | Friedhofskapelle, 1890 |      |
| 09040369 | Romain-Rolland-Straße 144–148 (Lage)              | Städtischer Friedhof Heinersdorf                                                                    | Friedhofsmauer mit Erbbegräbnissen, ab 1890                                                                                          |      |
| 09045142 | Romain-Rolland-Straße 170 Frithjofstraße 5 (Lage) | Pumpwerk Heinersdorf                                                                                | Maschinenhaus und Sammelraum, 1910 von A. Zeis                                                                                       |      |
| 09045142 | Romain-Rolland-Straße 170 Frithjofstraße 5 (Lage) | Pumpwerk Heinersdorf                                                                                | Wohnhaus und Nebengebäude |      |

## Baudenkmale
| Nr.      | Lage                                   | Offizielle Bezeichnung                                                                                 | Beschreibung                      | Bild |
| -------- | -------------------------------------- | --- | --------------------------------- | ---- |
| 09040361 | Romain-Rolland-Straße 43 (Lage)        | Wohnhaus Bestandteil des Ensembles: Dorfkern Heinersdorf                                               | um 1850                           |      |
| 09040361 | Romain-Rolland-Straße 43 (Lage)        | Wohnhaus Bestandteil des Ensembles: Dorfkern Heinersdorf                                               | Stallung und Einfriedung, um 1850 |      |
| 09040362 | Romain-Rolland-Straße 49 (Lage)        | Wohnhaus, Stall, Taubenturm und Einfriedung Bestandteil des Ensembles: Dorfkern Heinersdorf            | Wohnhaus und Einfriedung, 1876    |      |
| 09040362 | Romain-Rolland-Straße 49 (Lage)        | Wohnhaus, Stall, Taubenturm und Einfriedung Bestandteil des Ensembles: Dorfkern Heinersdorf            | Stall, Taubenturm                 |      |
| 09040364 | Romain-Rolland-Straße 52 (Lage)        | Gemeindesaal Heinersdorf mit Toranlage und Einfriedung Bestandteil des Ensembles: Dorfkern Heinersdorf | Saalbau, um 1915                  |      |
| 09040364 | Romain-Rolland-Straße 52 (Lage)        | Gemeindesaal Heinersdorf mit Toranlage und Einfriedung Bestandteil des Ensembles: Dorfkern Heinersdorf | Toranlage und Einfriedung         |      |
| 09040356 | Tino-Schwierzina-Straße 77 (Lage)      | Wasserturm Bestandteil des Ensembles: Tino-Schwierzina-Straße                                          | 1910–1911 von Emil Prinz          |      |
| 09040359 | Tino-Schwierzina-Straße 81B, 82 (Lage) | Bauernhaus                                                                                             | um 1880                           |      |
| 09040358 | Tino-Schwierzina-Straße 83 (Lage)      | Bauernhaus                                                                                             | um 1880                           |      |

## Gartendenkmale
| Nr.      | Lage                            | Offizielle Bezeichnung                                                                         | Beschreibung                                                      | Bild |
| -------- | ------------------------------- | ---------------------------------------------------------------------------------------------- | ----------------------------------------------------------------- | ---- |
| 09046044 | Romain-Rolland-Straße 54 (Lage) | Garten und Hof des Pfarrhauses mit Einfriedung Bestandteil des Ensembles: Dorfkern Heinersdorf | 1909 (siehe auch Gesamtanlage Dorfkirche Heinersdorf)             |      |
| 09046045 | Romain-Rolland-Straße 56 (Lage) | Kirchhof mit Einfriedung Bestandteil des Ensembles: Dorfkern Heinersdorf                       | angelegt um 1300 (siehe auch Gesamtanlage Dorfkirche Heinersdorf) |      |